# Hepatitis B
Hepatitis B is een leverontsteking die wordt veroorzaakt door het hepatitis B-virus dat behoort tot de familie van de zogenaamde Hepadnaviridae. Hepadna-virussen hebben een sterke voorkeur om zich te nestelen in levercellen, maar zeer kleine hoeveelheden van deze virussen kunnen ook worden aangetoond in bijvoorbeeld de nieren en de alvleesklier. In andere organen dan de lever veroorzaakt het hepatitis B-virus echter geen schade. De levercelschade wordt overigens toegebracht door het afweersysteem, niet door het virus. Symptomen van acute hepatitis B zijn leverontsteking, braken en geelzucht. Chronische hepatitis B kan leiden tot levercirrose en leverkanker. Hepatitis B-infectie is te voorkomen door vaccinatie.

## Symptomen en complicaties
Een infectie met het hepatitis B-virus kan zowel acuut (self-limiting) als chronisch (langdurend) zijn. Personen met een acute infectie klaren het virus doorgaans binnen enkele weken tot maanden.
De kans dat kinderen de infectie klaren is echter kleiner. Meer dan 95% van de volwassenen of oudere kinderen die geïnfecteerd worden zullen volledig herstellen. Dit herstel kenmerkt zich door het ontwikkelen van immuniteit voor het virus. Neonaten (baby's van 1-30 dagen oud), die het virus via de moeder ontvangen, klaren het virus echter in slechts 5% van de gevallen. De infectie evolueert bij hen dus doorgaans naar chroniciteit. Kinderen die geïnfecteerd raken tussen het eerste en het zesde levensjaar zijn in 70% van de gevallen in staat de infectie te klaren.
| leeftijd              | klaring | chroniciteit |
| --------------------- | ------- | ------------ |
| Geboorte              | 5%      | 95%          |
| 1-6 jaar              | 70%     | 30%          |
| oudere kinderen/volw. | 95%     | 5%           |

### Acute hepatitis B
Een acute infectie met het virus leidt tot het beeld van acute virale hepatitis. Aanvankelijk wordt dit beeld gekenmerkt door misselijkheid, verminderde eetlust, braken, jeuk, matige koorts, donkere urine en vermoeidheid. Geelzucht ontwikkelt zich in ongeveer een derde van de gevallen. Bij kinderen ligt dit percentage nog lager. De ziekte houdt enkele weken/ maanden aan waarna een graduele verbetering optreedt. In enkele gevallen komt een ernstigere, levensbedreigende vorm voor (fulminante hepatitis) waarbij zich leverfalen ontwikkelt. Daarnaast kan de ziekte ook volledig asymptomatisch verlopen. De incubatietijd tussen infectie met het virus en de klachten ligt ongeveer tussen de 1 en 6 maanden.
De klachten nemen in ongeveer 1 tot 3 maanden weer af; alleen de moeheid kan soms langer aanhouden. Ongeveer 90-95% van de patiënten geneest hierna van de infectie, bij kinderen ligt dit percentage lager. In ongeveer 1% van de patiënten met een acute hepatitis B-infectie ontstaat er echt falen van de lever; deze is dan niet in staat voldoende te functioneren en vaak is dan een levertransplantatie noodzakelijk. Bij een co-infectie met het hepatitis D-virus is de kans op een fulminante hepatitis groter. Het hepatitis D-virus heeft altijd het hepatitis B-virus nodig om zich te kunnen vermenigvuldigen.

### Chronische hepatitis B
Chronische hepatitis B kan na een infectie met het hepatitis B-virus ontstaan als het lichaam niet in staat is het virus te klaren. Per definitie is pas van een chronische hepatitis B sprake als deze langer dan 6 maanden aanwezig is. Als een volwassen persoon geïnfecteerd raakt met hepatitis B-virus, dan is de kans dat hij/zij chronische hepatitis B krijgt 5-10%.
De chronische infectie met het hepatitis B-virus kan zowel asymptomatisch zijn (in het merendeel van de gevallen) als gekoppeld zijn aan een chronische ontsteking van de lever (chronische hepatitis). Als er klachten aanwezig zijn, zijn deze doorgaans mild van aard zoals moeheid, pijn ter hoogte van de lever en spier- en gewrichtspijnen. De chronische ontsteking kan na meerdere jaren leiden tot cirrose. Chronische hepatitis verhoogt de incidentie van leverkanker (hepatocellulair carcinoom). Chronische dragers wordt ontraden alcohol te gebruiken wegens het toegenomen risico op cirrose en leverkanker.

### Reactivering oude infectie
Vanwege het ontwikkelen van nieuwe therapieën bij de behandeling van leukemie en immunosuppressie bij orgaantransplantatie werd in de afgelopen jaren in enkele gevallen een reactivering van een oude, geklaarde hepatitis B-infectie waargenomen. Daarnaast werden ook reactiveringen van het virus bij gevallen van aids in een gevorderd stadium beschreven. De oorspronkelijke infectie lag in enkele gevallen tientallen jaren terug. Bij deze patiënten werden voor de reactivatie de klassieke serologische markers gevonden die wijzen op een doorgemaakte maar geklaarde infectie (anti-HBc en anti-HBs-positief, zie diagnostiek). Een dergelijke reactivering verloopt vaak zeer ernstig, met name wanneer de immunosuppressie gereduceerd wordt (bijvoorbeeld bij het beëindigen van chemotherapie of succesvolle hiv-therapie). Door de fulminante immuunreactie ondervindt de lever ernstige beschadiging. Het optreden van dergelijke symptomen wordt ook het immuunreconstitutiesyndroom genoemd.
Voornamelijk patiënten die een nier- of beenmergtransplantatie ondergingen en patiënten met acute myeloïde leukemie lopen risico op reactivering van het virus. Een behandeling met nucleosideanaloga gedurende enkele weken tot maanden is bij een aangetoonde reactivering aangewezen.
De reactivering van het virus wijst erop dat het virus (net zoals een retrovirus) in een rusttoestand kan overgaan en niet uit alle cellen wordt geëlimineerd. Het reactiveren van het virus is echter een zeer zeldzame gebeurtenis.

## Pathogenese
Het hepatitis B-virus interfereert hoofdzakelijk met de leverfunctie door zich te repliceren in de levercellen (hepatocyten). Tijdens een infectie veroorzaakt het immuunsysteem van de drager zowel hepatocellulaire beschadiging als het klaren van het virus. De beschadiging van de levercellen ontstaat door cytotoxische T-lymfocyten. Deze T-lymfocyten doden geïnfecteerde cellen en produceren antivirale cytokines die het virus elimineren. Naast de T-lymfocyten spelen antigeen-aspecifieke ontstekingscellen en bloedplaatjes ook een rol bij de leverbeschadiging. De bloedplaatjes worden geactiveerd door de ontsteking en helpen bij de accumulatie van de lymfocyten in de lever.

## Diagnose

Hepatitis B-antigenen en antilichamen in het bloed bij een chronisch geïnfecteerd persoon

De tests die het hepatitis B-virus opsporen maken gebruik van bloedplasma of serum. Een eerste manier is het testen op de aanwezigheid van virale antigenen (eiwitten geproduceerd door het virus). Een alternatieve manier is het controleren op de aanwezigheid van specifieke antilichamen die geproduceerd worden door de drager van het virus. De interpretatie van deze tests is echter complex.
Het hepatitis B-surface-antigeen (HBsAg) wordt het meest gebruikt om de aanwezigheid van de infectie te peilen. Dit is het eerste virale antigeen dat gedetecteerd kan worden tijdens een infectie. Tijdens de vroege fase van de infectie, of later, wanneer het immuunsysteem het antigeen geklaard heeft, is het mogelijk dat dit antigeen niet (meer) aanwezig is. Elk viruspartikel bestaat echter uit een intern "kernpartikel" dat het virale genoom omgeeft. Dit kernpartikel bestaat uit 180 tot 240 kopieën van het kerneiwit dat gekend staat als het hepatitis B-core-antigeen (HBcAg). HBcAg is enkel aantoonbaar in de geïnfecteerde levercellen en niet in het bloed. Tijdens het tijdsvenster waarin het immuunsysteem van de drager succesvol het virus aan het klaren is, zijn IgM antilichamen tegen dit HBcAg vaak het enige serologische bewijs dat de ziekte aanwezig is.
Kort na het verschijnen van het HBsAg verschijnen HBV-DNA, DNA-polymerase en eventueel het hepatitis B-e-antigeen (HBeAg). De aanwezigheid van het HBeAg in het serum van de drager wordt geassocieerd met actieve virusreplicatie en een verhoogde besmettelijkheid. Deze actieve replicatie kan een chronische leverontsteking veroorzaken die leidt tot leverinsufficiëntie en cirrose. Er zijn echter varianten van het virus die dit e-antigeen niet produceren. Tijdens het natuurlijke beloop van de infectie is het mogelijk dat dit HBeAg geklaard wordt en er antilichamen tegen dit e-antigeen verschijnen (Anti-HBe). Deze klaring gaat gewoonlijk gepaard met een sterk daling van de virusreplicatie en besmettelijkheid.
Wanneer de drager de infectie kan klaren zal het HBsAg geleidelijk aan niet meer te detecteren zijn. Deze fase wordt gevolgd door het verschijnen van IgG antilichamen tegen het hepatitis B-surface-antigeen en het core-antigeen, (anti-HBs en anti-HBc IgG). Een persoon die negatief test op het HBsAg, maar positief voor anti-HBs, heeft de infectie geklaard of is succesvol gevaccineerd.
Individuen die gedurende zes maanden positief blijven voor HBsAg worden beschouwd als chronische hepatitis B-dragers. Deze dragers hebben mogelijkerwijs chronische hepatitis B wat zich kan weerspiegelen in een verhoogde waarde voor serum alanineaminotransferase en leverontsteking. Dragers die negatief zijn voor HBeAg, en voornamelijk wanneer de ziekte in het volwassen leven verworven werd, hebben een lage virusreplicatie. Bijgevolg hebben ze een verlaagd risico op complicaties op de lange termijn.
Tabel: Frequente serologische bevindingen en hun diagnostische interpretatie (de voor de diagnose niet noodzakelijke parameters staan tussen haakjes).
| Anti-HBc (IgM) | Anti-HBs (IgG) | HBsAg  | Anti-HBe    | HBeAg  | HBV-DNA  | interpretatie                                                                                                |
| -------------- | -------------- | ------ | ----------- | ------ | -------- | --- |
| neg.           | pos.           | (neg.) | (neg.)      | (neg.) | (neg.)   | inenting, >100 IU anti-HBs/ml: immuniteit; 10-100 IU/ml: relatieve bescherming, nieuwe vaccinatie aanbevolen |
| pos.           | pos.           | (neg.) | (neg./pos.) | (neg.) | (neg.)   | oude infectie, geklaard                                                                                      |
| pos.           | (neg.)         | pos.   | neg.        | pos.   | hoogpos. | hoogviremische infectie met actieve replicatie                                                               |
| pos.           | (neg.)         | pos.   | pos.        | neg.   | pos.     | laagviremische infectie                                                                                      |
| pos.           | (neg.)         | pos.   | neg.        | neg.   | hoogpos. | HBe-negatieve pre-core-mutant                                                                                |

Tabel: Zeldzame serologische bevindingen die verder onderzoek in een gespecialiseerd labo benodigen
| Anti-HBc (IgM) | Anti-HBs (IgG) | HBsAg | Anti-HBe | HBeAg | HBV-DNA | interpretatie                                                                                               |
| -------------- | -------------- | ----- | -------- | ----- | ------- | --- |
| pos.           | neg.           | neg.  | neg.     | neg.  | neg.    | Geïsoleerde anti-Hbc positiviteit: aspecifieke testreactie of zeer oude, genezen infectie                   |
| pos.           | neg.           | neg.  | pos.     | neg.  | neg.    | Zeer oude, genezen infectie met verlies van anti-HBs                                                        |
| neg.           | pos.           | pos.  | neg.     | neg.  | neg.    | Aspecifieke testreactie van de HBsAg-test of zeer zeldzame bevinding enkele dagen na een herhalingsinenting |
| neg.           | neg.           | pos.  | neg.     | neg.  | pos.    | Ontbrekend anti-HBc: frequent bij immunodeficiënte patiënten of een aangeboren infectie                     |

## Transmissie

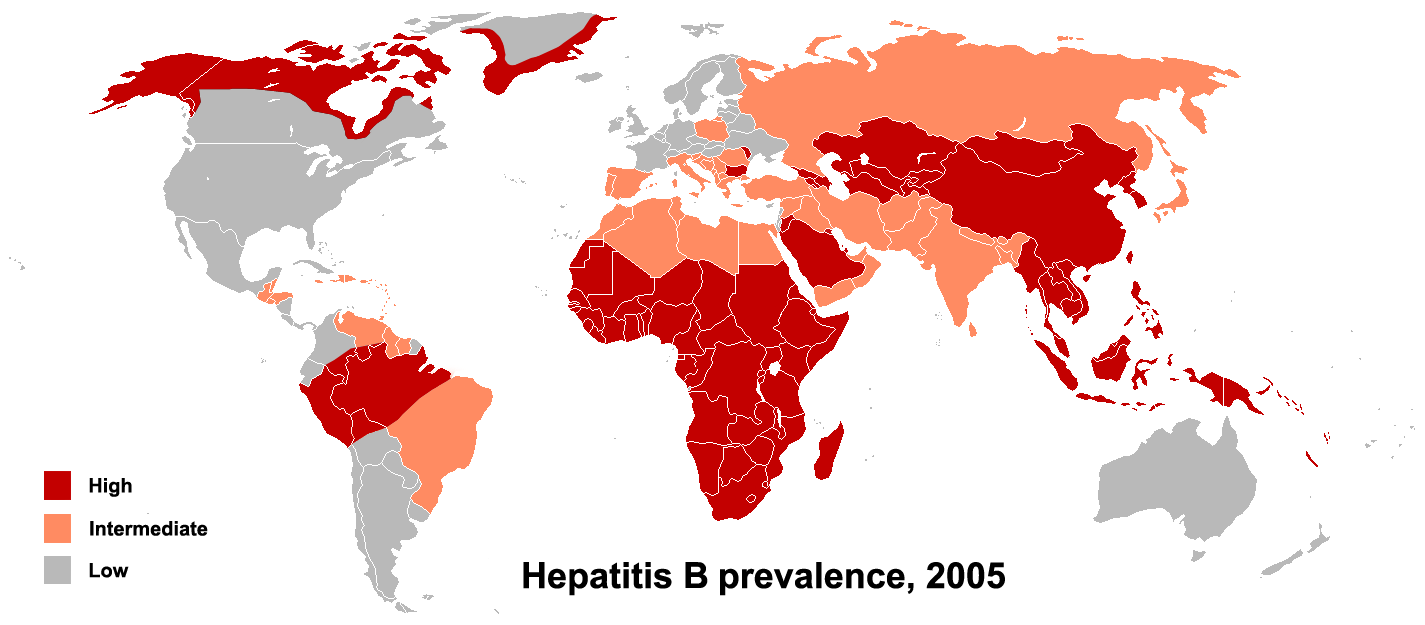
Voorkomen van het hepatitis B-virus in 2005

Het hepatitis B-virus wordt van mens op mens overgedragen door blootstelling aan geïnfecteerd bloed of lichaamsvloeistoffen die bloed bevatten. Enkele mogelijke vormen van transmissie zijn onbeschermd seksueel contact (als dusdanig valt hepatitis B dan ook onder de SOA's.), het hepatitis Delta virus kan samen met B overgedragen worden via bloedtransfusies, hergebruik van gecontamineerde naalden en verticale transmissie van moeder naar kind. Zonder ingrijpen heeft een moeder die positief test voor het hepatitis B-surface-antigeen (HBsAg) een risico van 20% op het doorgeven van de infectie aan haar kind. Het risico wordt 90% wanneer de moeder positief test op het hepatitis B-e-antigeen (HBeAg). Het virus wordt mogelijk overgedragen tussen gezinsleden door contact van besmette secreten of speeksel met de slijmvliezen of de eventueel beschadigde huid van de ontvanger. Minstens 30% van de gerapporteerde hepatitis B-gevallen bij volwassenen kan niet geassocieerd worden met een risicofactor.
De belangrijkste manier van overdracht wordt weerspiegeld in de prevalentie van een chronische hepatitis B-infectie in een bepaald gebied. In gebieden met een lage prevalentie zoals West-Europa, Australië en de Verenigde Staten, waar minder dan 2% van de bevolking geïnfecteerd is, zijn intraveneus druggebruik en onbeschermd seksueel contact de primaire manier van overdracht. Toch zijn in deze gebieden ook andere factoren (zoals een chirurgische ingreep) belangrijk. In gebieden met een gemiddelde prevalentie zoals Oost-Europa, Rusland en Japan, waar 2 à 7% van de bevolking chronisch geïnfecteerd is, wordt de ziekte voornamelijk tussen kinderen overgedragen. In gebieden met een hoge prevalentie zoals China en Zuidoost-Azië gebeurt de overdracht meestal van moeder op kind (verticaal) via de placenta. Toch is in andere gebieden met een hoge prevalentie zoals in Afrika de overdracht van kind op kind eveneens een significante factor.
Het virus kan ook buiten de mens enige tijd overleven; wel is de mens de enige gastheer van het virus. Het hepatitis B-virus kan niet van dier op mens worden overgedragen. Experimenteel blijkt het echter mogelijk om een paar soorten apen te infecteren met het hepatitis B-virus.
Omdat het virus relatief makkelijk kan worden overgedragen van mens tot mens moeten gezinsleden van mensen met hepatitis B zich laten inenten om zo verdere verspreiding te voorkomen. Andere risicofactoren zijn tatoeages, piercings en acupunctuur met geïnfecteerd gereedschap. Met name in het verleden waren bloedtransfusies en operaties ook een risicofactor voor het krijgen van hepatitis B.
In Nederland heeft naar schatting ca. 2-3% van de bevolking hepatitis B doorgemaakt, bij de screening van zwangeren in Nederland wordt bij ongeveer 0,4% een hepatitis B-dragerschap ontdekt. Bij deze screening wordt bloed getest op de aan- of afwezigheid van HBsAg (Hepatitis B-surface-antigeen). Meestal zijn de dragers vrouwen van buitenlandse afkomst, omdat in hun land van herkomst veel meer hepatitis B voorkomt.
Het hepatitis B-virus is een belangrijk gezondheidsprobleem in de gehele wereld. Naar schatting is ongeveer 1/3 van de gehele wereldbevolking, dus ongeveer 2 miljard mensen met het virus in aanraking gekomen. Ongeveer 400 miljoen mensen zijn ook daadwerkelijk chronisch geïnfecteerd en hebben dus chronische hepatitis B. Jaarlijks sterven er in de wereld ongeveer 1 miljoen mensen aan de gevolgen van chronische hepatitis B. Om deze sterfte te verkleinen is adequate behandeling van chronische hepatitis B noodzakelijk. Hiermee kan het aantal mensen dat sterft ten gevolge van de ziekte worden verminderd. Chronische hepatitis B komt het meest voor in Zuidoost-Azië, China, sub-Sahara Afrika en het gebied rond de Amazone in Zuid-Amerika. In landen waar chronische hepatitis B veel voorkomt, worden veel mensen geïnfecteerd met het virus tijdens de bevalling of als ze kind zijn. Landen waar het minder frequent voorkomt zijn landen in Zuid-Europa, het Midden-Oosten en Japan. In Noord-Amerika, Noord- en West-Europa en Australië komt de ziekte het minst voor en wordt het vooral gezien bij immigranten en de zogenaamde risicogroepen (intraveneuzedrugsgebruikers, mensen met veel wisselende seksuele partners, homoseksuelen).

### Behandeling
In de afgelopen jaren is er veel vooruitgang geboekt in het zoeken naar nieuwe geneesmiddelen voor de behandeling van chronische hepatitis B. Er zijn twee groepen geneesmiddelen geregistreerd voor de behandeling:
1. (PEG-)interferon;
2. Nucleosideanaloga.

Een acute hepatitis B-virusinfectie vereist doorgaans geen behandeling omdat het merendeel van de patiënten spontaan geneest. Vroegtijdige antivirale behandeling is geïndiceerd bij minder dan 1% van de patiënten met acute hepatitis B bij wie de infectie fulminant verloopt of bij diegenen die immunodeficiënt zijn. Anderzijds kan behandeling van de chronische infectie noodzakelijk zijn om het risico op cirrose en leverkanker te reduceren. Chronisch geïnfecteerde individuen met constant verhoogde niveaus van serum alanineaminotransferase (een marker van leverschade) en HBV-DNA komen in aanmerking voor therapie.
Geen van de beschikbare medicijnen zijn in staat de infectie helemaal te klaren, ze kunnen echter het virus weerhouden te repliceren en bijgevolg het ontwikkelen van cirrose en leverkanker tot staan te brengen. De behandeling omvat direct antivirale middelen (zoals lamivudine, adefovir, entecavir, telbivudine en tenofovir) en immunomodulatoren (medicijnen die het afweersysteem beïnvloeden) zoals interferon-α. De reactie op de therapie is variabel en wordt waarschijnlijk veroorzaakt door het virale genotype en de erfelijke kenmerken van het individu dat de therapie ontvangt.
Vaak wordt als eerste keus bij chronische hepatitis B een behandeling met (PEG-)interferon overwogen omdat hiermee de grootste kans op blijvende respons wordt bereikt. De behandeling met peginterferon duurt één jaar en leidt bij ongeveer een derde van de patiënten tot een blijvende respons. Dat wil zeggen dat het virus nog wel aanwezig is, maar sterk wordt geremd door het afweersysteem. Er is dan geen ontsteking meer in de lever en er is geen verdere behandeling nodig. Bij ongeveer 4-7% van de patiënten treedt verlies van het HBsAg op, wat wel wordt gezien als genezing. Bij patiënten met blijvende respons neemt de kans op genezing nog verder toe na langere tijd. Een nadeel van behandeling met peginterferon is dat het medicijn door middel van spuitjes (als bij suikerziekte) door de patiënt toegediend moet worden. Ook geeft het vaak bijwerkingen als een griepachtig gevoel, haaruitval, prikkelbaarheid (snel boos worden) en somberheid. Het grootste voordeel is dus dat de behandeling één jaar duurt en er een kans is op blijvende respons en genezing.
Behandeling met de nucleos(t)ideanaloga (lamivudine, adefovir, entecavir, telbivudine of tenofovir) zorgt voor een sterke remming van de aanmaak van nieuwe virussen. Hierdoor verdwijnt ook de ontsteking van de lever. Met de nieuwste generatie medicijnen kan bij vrijwel alle patiënten het virus effectief geremd worden en de ontsteking van de lever gestopt door middel van langdurige behandeling. Een nadeel is dat men deze medicijnen langdurig, mogelijk levenslang moet gebruiken. Als het medicijn niet meer ingenomen wordt, valt de remming op het virus weg en zal de hoeveelheid virus en vaak ook de leverontsteking weer toenemen. Een belangrijk probleem van lamivudine is de kans op resistentie tegen het medicijn. Na 5 jaar is circa 75% van de patiënten resistent tegen lamivudine, waardoor het medicijn het virus niet meer kan remmen. Vaak resulteert dit weer in leverontsteking. Met de nieuwe medicijnen is dit risico veel lager. Na 4 jaar behandeling met entecavir is minder dan 1% van de patiënt resistent geworden, tenofovir laat soortgelijke resultaten zien. Het grote voordeel van deze medicijnen is dat ze dagelijks in de vorm van een tablet genomen worden en vrijwel geen bijwerkingen geven. Op 25 februari 2005 keurde de Europese Commissie het middel Pegasys goed voor de behandeling van hepatitis B. In 2006 is entecavir (Baraclude) goedgekeurd voor de behandeling van hepatitis B en in 2007 telbivudine (Sebivo).
Pasgeboren kinderen van moeders die het hepatitis B-virus dragen moeten behandeld worden met antilichamen tegen het virus (hepatitis B-immunoglobuline, of HBIg). Wanneer de antistoffen en het vaccin binnen twaalf uur na de geboorte worden toegediend kan men het risico op een virusbesmetting reduceren met 95%. Deze therapie staat moeders toe op een veilige manier borstvoeding te geven. Een klein deel van de kinderen heeft echter wel een hoger risico op hepatitis B-infectie ondanks vaccinatie. Dit komt doordat de moeder een zeer hoge concentratie van het hepatitis B-virus in haar bloed heeft. Bij deze moeders kan in de laatste weken van de zwangerschap behandeling met lamivudine gegeven worden om de kans op infectie bij het kind te verminderen.

## Preventie
Er bestaan vaccins tegen hepatitis B. In 1991 heeft de wereldgezondheidsorganisatie (WHO) alle landen opgeroepen om voor 1997 een algemene hepatitis B-vaccinatie in te voeren. In Nederland werden sinds 1997 alleen risicogroepen gevaccineerd, maar sinds 1 augustus 2011 is dit alsnog omgezet in een algemene hepatitis B-vaccinatie bij baby's waarbij bepaalde risicogroepen (bijvoorbeeld hemofilie-patiënten) ook een hepatitis B-vaccinatie wordt aangeboden. De meeste andere Europese landen hadden al eerder gevolg gegeven aan deze oproep van de WHO en hun vaccinatieprogramma's overeenkomstig aangepast.
Na vaccinatie ontstaat bij de grote meerderheid van de gevaccineerden anti-HBsAg, dit zijn antistoffen gericht tegen het hepatitis B-surface-antigeen (vroeger bekend onder de naam Australië-antigeen). Deze antistoffen beschermen tegen infectie met het hepatitis B-virus. Door de vaccinatie wordt geen anti-HBcAg (antistoffen tegen hepatitis B-core-antigeen) aangemaakt, in tegenstelling tot de mensen die een echte virale hepatitis B hebben doorgemaakt.
Hepatitis B is in Nederland een meldingsplichtige ziekte in groep B2 van de wet Publieke Gezondheid. Ook als chronisch dragerschap voor het eerst wordt vastgesteld moet dit gemeld worden bij de lokale GGD. In principe wordt dit altijd gevolgd door contactonderzoek en bronopsporing van bv. de sekspartner(s) van de patiënt.
In Vlaanderen is hepatitis B een ziekte die gemeld moet worden bij de afdeling Toezicht Volksgezondheid van het Agentschap Zorg en Gezondheid volgens bijlage 2 van het "Besluit van de Vlaamse regering tot wijziging van het besluit van de Vlaamse regering van 19 april 1995 tot uitvoering van het decreet van 5 april 1995 betreffende de profylaxe van besmettelijke ziekten".